# Pentafluoroéthane
Le pentafluoroéthane (1,1,1,2,2-pentafluoroéthane en nomenclature systématique, bien qu'il ne puisse avoir d'isomère), HFC-125, ou R-125, est un réfrigérant incolore et ininflammable de la famille des hydrofluorocarbures. Il s'agit d'une molécule d'éthane dont cinq des six atomes d'hydrogène ont été substitués par des atomes de fluor. Sa formule est C2HF5, sa formule semi-développée CF3CHF2.

## Propriétés
C'est un gaz plus lourd que l'air, il s'accumule donc près du sol. Il est peu soluble dans l'eau.

## Utilisations

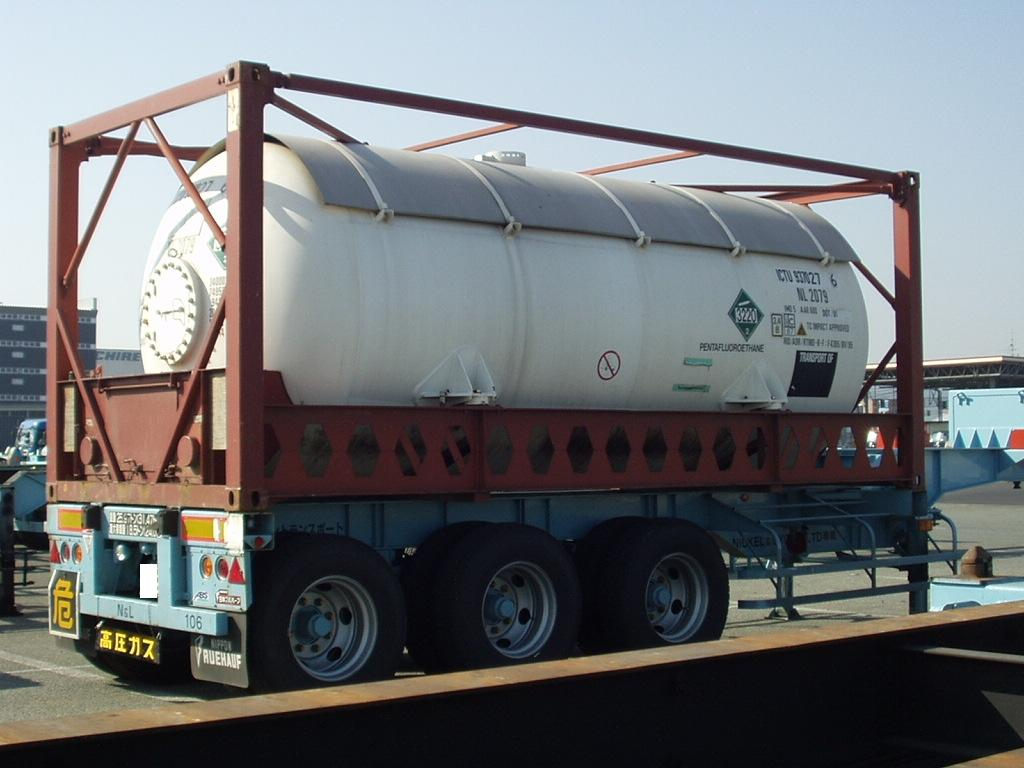
Conteneur pour le transport du gaz, au Japon.

Il constitue une alternative aux réfrigérants HCFC (hydrochlorofluorocarbure) et CFC (chlorofluorocarbures) car il n'a pas d'impact sur la couche d'ozone (ODP = 0), mais il est un gaz à effet de serre ayant 3 500 fois plus d'impact que le dioxyde de carbone. Le protocole de Kyoto le considère donc comme un gaz dont les émissions doivent être réduites.
Il est utilisé comme nettoyant pour les systèmes anti-incendie. Il est en effet inodore, incolore, non conducteur, non corrosif et ne laisse aucun résidu. Il est utilisé dans des zones hermétiques closes qui contiennent des biens de grande valeur.
Le HFC-125 peut aussi servir dans la lutte anti-incendie. Il absorbe l'énergie thermique du feu  plus rapidement qu'elle est produite, la combustion ne peut alors plus s'auto-entretenir. Il se forme aussi des radicaux libres qui interfèrent chimiquement dans la réaction en chaine de la combustion. Ces propriétés font de lui un agent efficace de lutte anti-incendie et qui est sans danger pour les personnes et ne cause pas de dommages aux biens.
Il forme, avec le difluorométhane (R32) et le 1,1,1,2-tétrafluoroéthane (R134a), un zéotrope connu sous le nom de R407C, et qui sert lui aussi de fluide frigorigène, en remplacement des gaz fréons.

## Dans l'atmosphère
Depuis 2004, la concentration de HFC-125 dans l’atmosphère a été multipliée par dix, ce qui est problématique dans le contexte de nécessaire réduction des gaz à effet de serre,.